# توشيو هونما
توشيو هونما (باليابانية: 本間利雄؛ بالكانا: ほんま としお) هو شخصية أعمال ياباني، ولد في 3 مارس 1877، وتوفي في 2 فبراير 1970.